# Beth Fowler

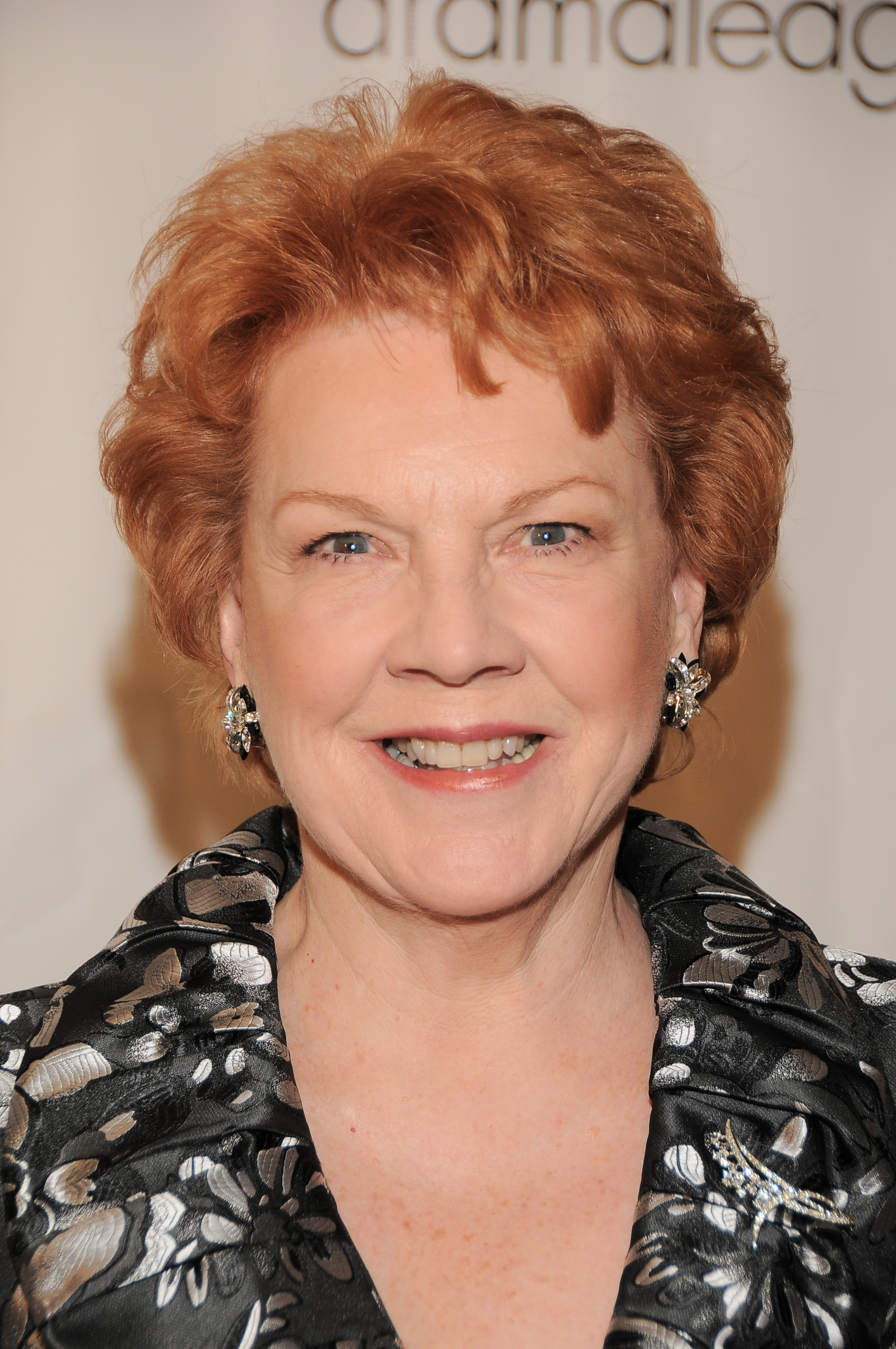
Beth Fowler (2010)

Beth Fowler (* 1. November 1940 in Jersey City, New Jersey) ist eine US-amerikanische Schauspielerin. Bekanntheit erlangte sie durch ihre Auftritte am Broadway sowie als Schwester Jane Ingalls in der Netflix-Serie Orange Is the New Black.

## Leben
Beth Fowler begann ihre Laufbahn als Schullehrerin. Da sie vom Broadway fasziniert war, beschloss sie 1970, sich bei einem Casting für das Musical Gantry zu melden. Sie wurde als Teil des Chores sowie als Zweitbesetzung engagiert, doch nach nur einer Vorführung wurde Gantry am Broadway bereits wieder eingestellt. Ihre nächste Rolle erhielt sie in Stephen Sondheims A Little Night Music. Es folgten Auftritte in der Bühnenfassung von Peter Pan, Sweeney Todd sowie als Madame Pottine in der Uraufführung von Die Schöne und das Biest im April 1994. Die Broadway-Adaption von Die Schöne und das Biest war die erste Bühnenfassung eines Disney-Filmes und lief bis zu ihrer Absetzung im Juli 2007 mehr als 13 Jahre lang.
In der Uraufführung von The Boy from Oz im Oktober 2003 spielte Fowler die Mutter von Peter Allen mit Hugh Jackman in der Hauptrolle. Für ihre Auftritte in Sweeney Todd und The Boy from Oz wurde sie jeweils für einen Tony Award als beste Nebendarstellerin nominiert.
1991 begann Beth Fowler neben ihrer Bühnenkarriere auch eine Laufbahn als Filmschauspielerin, zumeist als Nebendarstellerin. So spielte sie eine der Nonnen im Chor in Sister Act – Eine himmlische Karriere und der Fortsetzung Sister Act 2 – In göttlicher Mission. Von 2013 bis 2016 war Fowler in Staffel 1 bis 4 der Netflix-Serie Orange is the New Black in der Rolle der Schwester Jane Ingalls zu sehen. 2015 und 2016 wurde sie gemeinsam mit dem Cast der Serie zweimal mit dem Screen Actors Guild Award in der Kategorie Bestes Schauspielensemble in einer Comedyserie ausgezeichnet.
Beth Fowler lebt seit 2000 in New Milford. Zuvor besaß sie Anwesen in Rutherford, Teaneck, Hawthorne und Glen Rock.
2023 erhielt sie für das Lied Honor To Us All aus Mulan eine Goldene Schallplatte in den USA.

## Filmografie (Auswahl)
- 1991: Mord in der Dämmerung (In the Line of Duty: Manhunt in the Dakotas)
- 1992: Sister Act – Eine himmlische Karriere (Sister Act)
- 1993: Law & Order (Fernsehserie, eine Folge)
- 1993: Sister Act 2 – In göttlicher Mission (Sister Act 2: Back in the Habit)
- 1998: Mulan (Animationsfilm, Synchronstimme)
- 2000: Ed – Der Bowling-Anwalt (Ed; Fernsehserie, eine Folge)
- 2001: Friends and Family
- 2006: Criminal Intent – Verbrechen im Visier (Law & Order: Criminal Intent; Fernsehserie, eine Folge)
- 2007–2012: Gossip Girl (Fernsehserie, drei Folgen)
- 2009: Haben Sie das von den Morgans gehört? (Did You Hear About the Morgans?)
- 2010: Der letzte Gentleman (The Extra Man)
- 2011: Der ganz normale Wahnsinn – Working Mum (I Don’t Know How She Does It)
- 2013–2016: Orange Is the New Black (Fernsehserie, 32 Folgen)
- 2018: Elementary (Fernsehserie, eine Folge)
- 2019 Blacklist, Staffel 7, Folge 17
- 2020 Blacklist, Folge: " Brothers"